# Marienplatz (Freising)
Der Marienplatz ist der zentrale Platz in der Freisinger Altstadt. In der Mitte befindet sich die Mariensäule als amtlicher Vermessungspunkt und offizielle Stadtmitte.
Der Platz wird im Süden von der Hauptstraße durchlaufen und weitet sich nach Norden aus, wobei das Gelände leicht ansteigt. Die Hauptstraße erstreckt sich in der Freisinger Altstadt von Südwesten nach Nordosten, in der Mitte befindet sich der Marienplatz und trennt die Hauptstraße in „Obere Hauptstraße“ (im Westen) und „Untere Hauptstraße“ (im Osten). Ursprünglich wurde der Bereich zwischen Marienplatz und heutiger Bahnhofstraße auch „Mittlere Hauptstraße“ genannt.
Am 22. Mai 996 wurde dem Freisinger Bischof das Markt-, Münz- und Zollrecht verliehen. Die Bischöfe richteten daher einen Ort des regelmäßigen Marktes, der Schranne, ein. Der ursprüngliche Name des Platzes war „Schrannenplatz“, um 1810 „Hauptplatz“, heute „Marienplatz“. Bis Anfang des 19. Jahrhunderts floss der Nierenbach durch die Hauptstraße und damit auch den Marienplatz.
Auf dem Marienplatz erklingt zweimal täglich, um 11:55 Uhr und 16:55 Uhr, das Glockenspiel im Freisinger Rathaus.
Der Marienplatz wird von folgenden Gebäuden umrandet:
– im Uhrzeigersinn, beginnend im Südwesten bei der Oberen Hauptstraße –
Obere Hauptstraße
- Rathaus, erbaut 1904/1905
- „Stauberhaus“, 18. Jh., heute Bürgerbüro
- Ostfassade der Stadtpfarrkirche St. Georg

Durchgang zum St.Georgs-Hof (zwischen Stauberhaus und St.Georgs-Kirche) und zum Rindermarkt (zwischen Kirche und Alter Hauptwache)
- „Alte Hauptwache“, gotisches Gebäude 15./16. Jh., früher Quartier für die Grenadiere des Freisinger Fürstbischofs, im Keller war die Weinschenke des Domkapitels
- „Laubenbräu“, früher Brauerei, jetzt Gaststätte

Laubenbräugasse, Durchgang zum Mittleren Graben
- Geislerhaus, klassizistische Fassade um 1810; dieses Haus schrieb bayerische Denkmalschutzgeschichte, indem vom Bay. Verwaltungsgerichtshof 1971 ein Abbruchverbot mit einer Strafandrohung von 6 Mio. DM erlassen worden war
- Bankhaus Ludwig Sperrer, Neubau 1969 anstelle des historischen Kochbräu und zwei weiteren Gebäuden.

Untere Hauptstraße, erweiterter Straßenraum nach Osten
- Brunnen, an der Ecke Marienplatz/Untere Hauptstraße; schlichter Bronzebrunnen aus 16 einzelnen Kammern mit je einer kleinen Fontäne, im Volksmund „Mohrenkopfschachtel“ genannt, errichtet 1988[1]
- „Marcushaus“, Haus aus der Barockzeit, ab ca. 1900 jüdisches Kaufhaus (Eigentümer im Holocaust ermordet), jetzt Stadtverwaltung

Brennergasse, Durchgang zum Alten Gefängnis, zur Fischergasse und zum Domberg
- Fürstbischöfliches Lyceum (Asamgebäude); nimmt den gesamten Süden des Marienplatzes ein; Kulturzentrum unter anderem mit dem Stadtmuseum Freising und Asamsaal (historisches Theater)

Rathaus, Stauberhaus und Pfarrkirche St. Geort
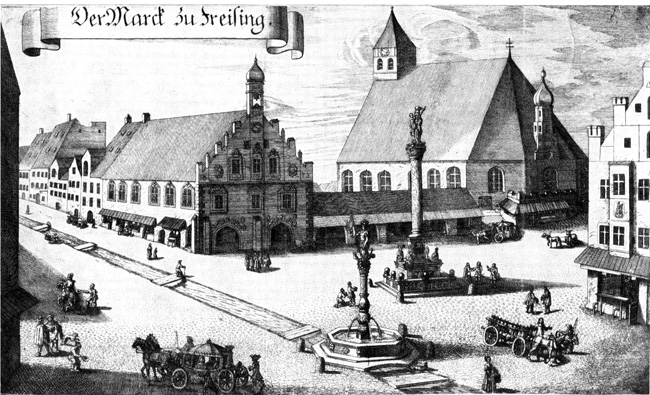
Marienplatz um 1681 (Kupferstich Michael Wening) mit dem nicht mehr existierenden Nierenbach
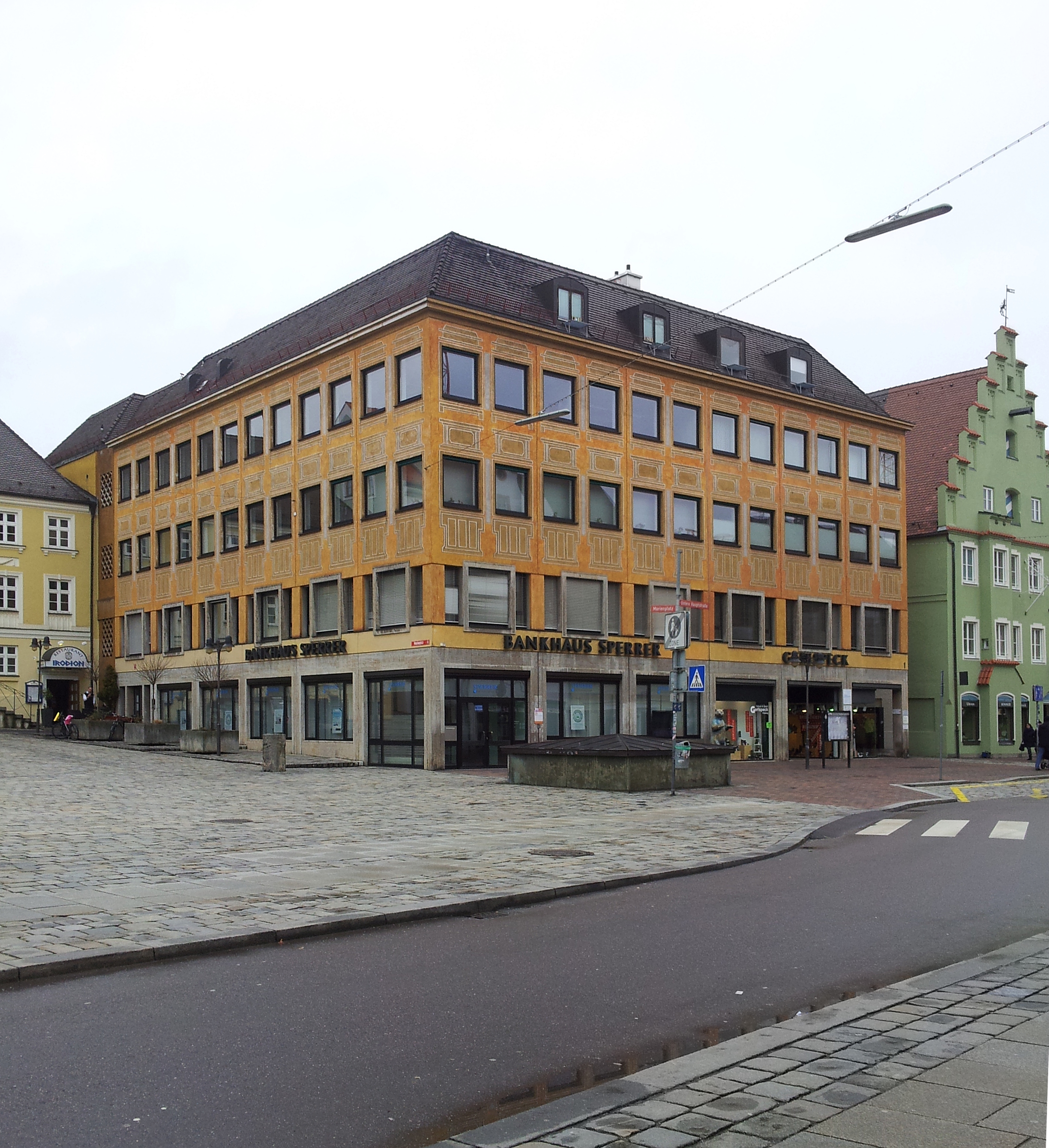
Bankhaus Ludwig Sperrer
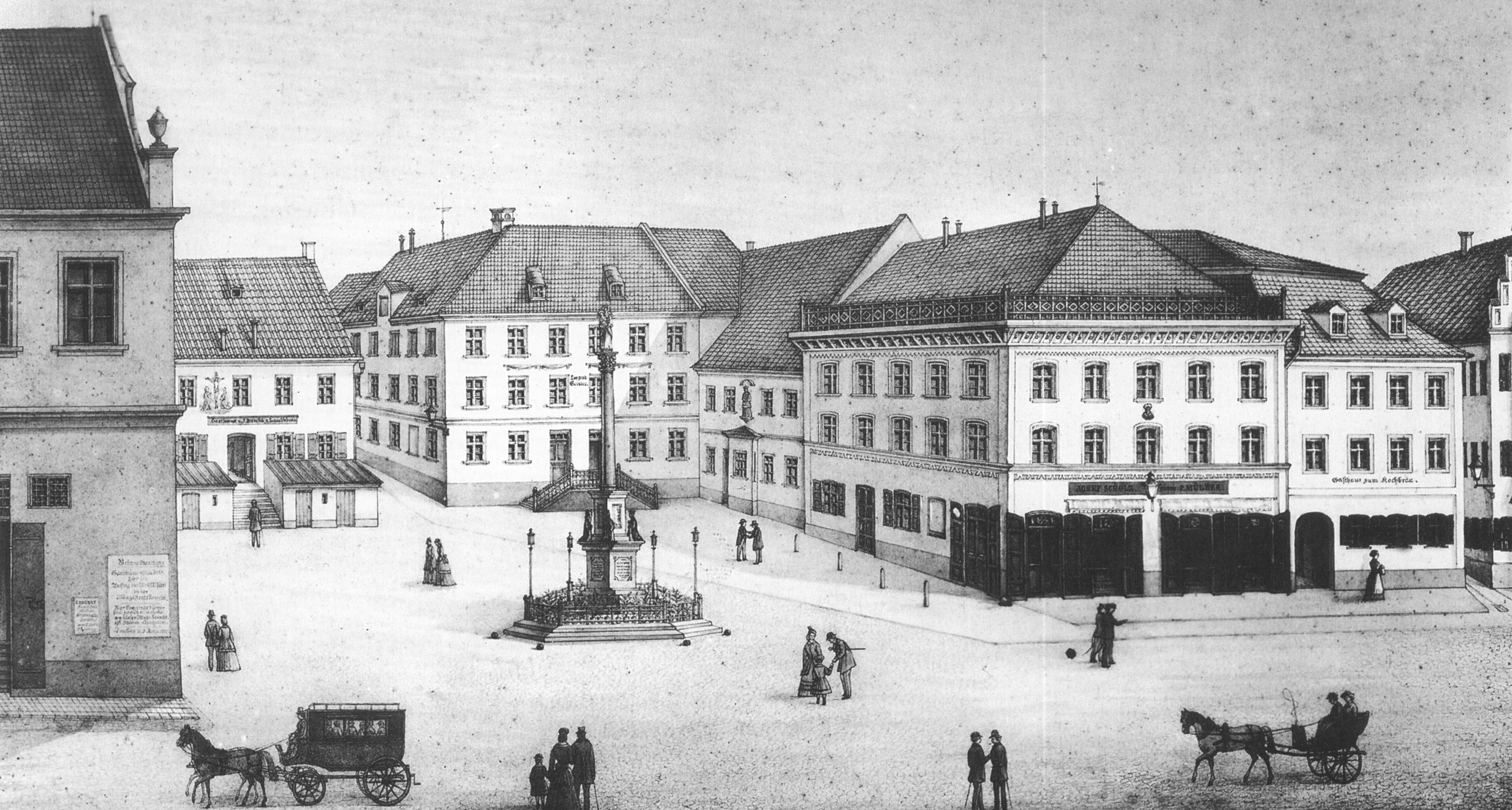
Marienplatz Freising (1875) mit den durch das Bankhaus ersetzten Gebäuden
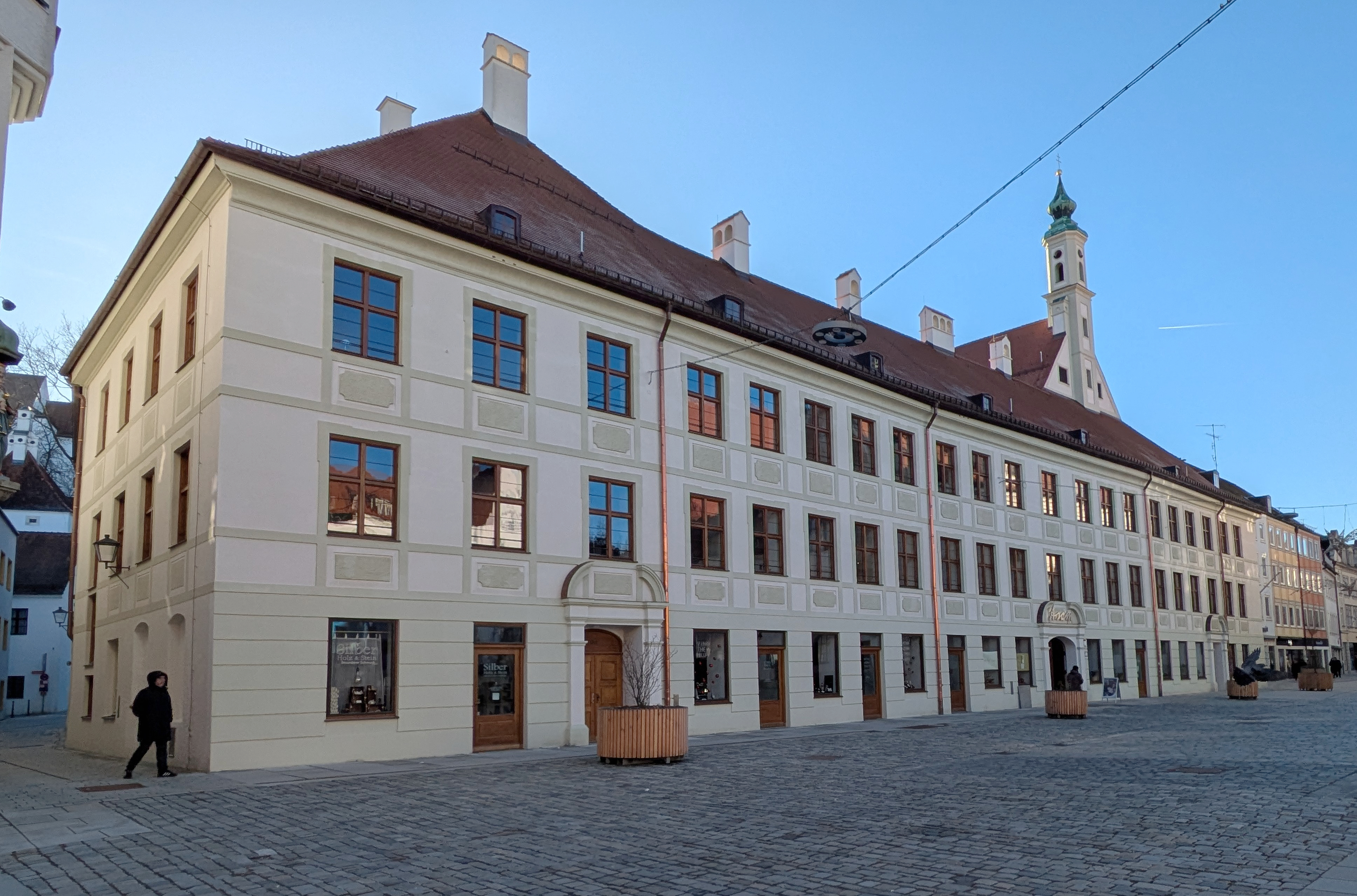
Fürstbischöfliches Lyceum (Asamgebäude)
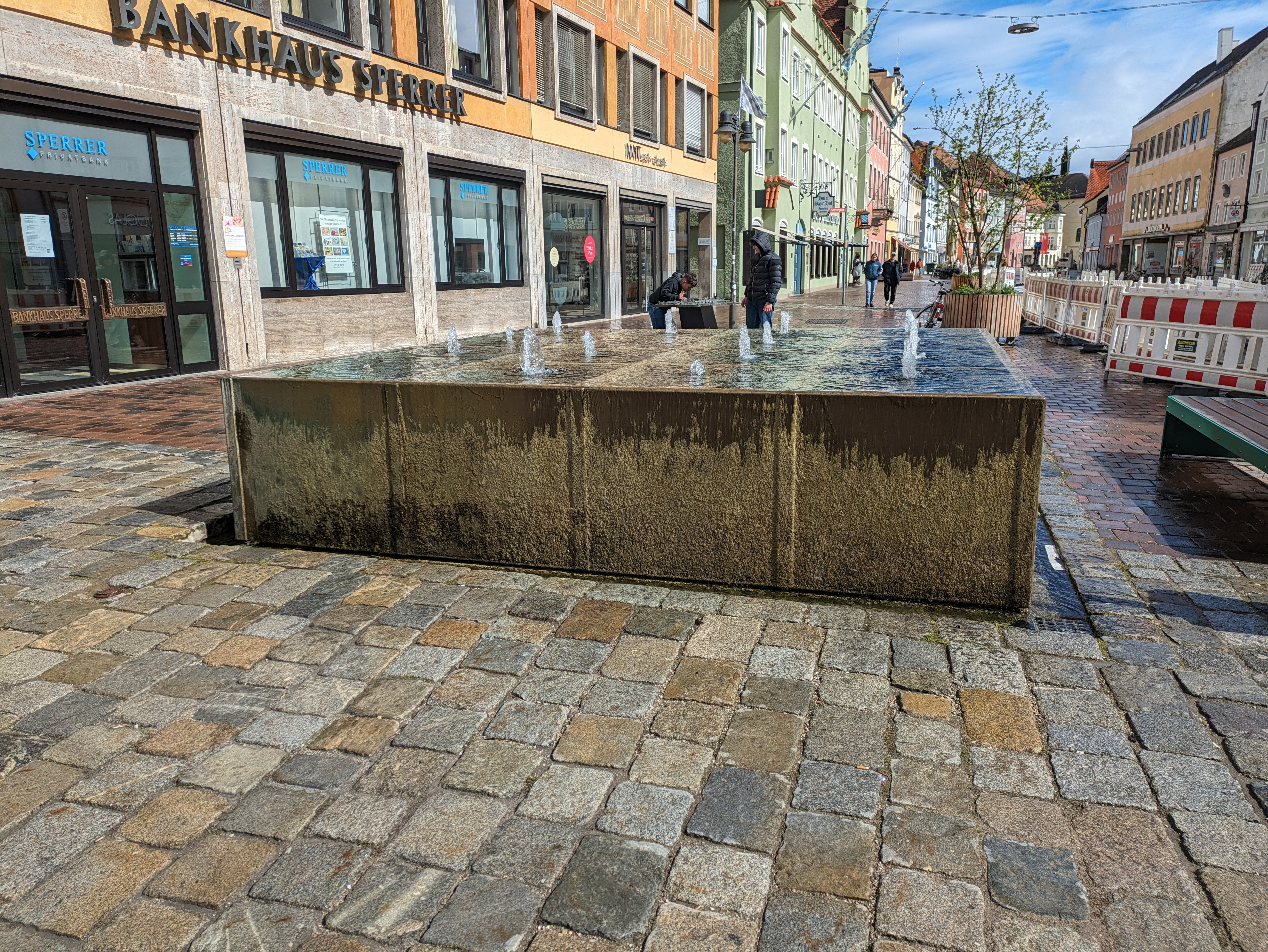
Marktbrunnen